# Olivia (film, 1951)
Pour les articles homonymes, voir Olivia.
Pour plus de détails, voir Fiche technique et Distribution.
Olivia est un film français sorti en 1951 et l’un des premiers films, en France, à décrire ouvertement des relations lesbiennes.
Sa réalisatrice, Jacqueline Audry, est également l’une des premières et rares femmes, en France, à tourner des longs-métrages.
Le scénario du film est inspiré par le roman éponyme de Dorothy Bussy, publié en Grande-Bretagne en 1949,, qui connut un grand succès. Jacqueline Audry en acheta les droits avec l'aide de Jean Paris qui souhaitait un rôle pour Marie-Claire Olivia.
À la sortie du film, le matériel promotionnel indiquait : « Le film de la Féminité ! ». En effet, Olivia est un film réalisé par une femme, adapté par une femme d'un roman écrit par une femme, joué quasiment exclusivement par des femmes.
Il est à noter que Jacqueline Audry a souvent adapté des œuvres littéraires et, en particulier, des auteurs féminins : La Comtesse de Ségur (Les Malheurs de Sophie ), Colette (Gigi, Minne, l'ingénue libertine et Mitsou), Dorothy Bussy (Olivia) et Colette Audry (Fruits amers adapté de la pièce de théâtre Soledad).
Le matériel promotionnel indiquait également : « Rien de comparable depuis Jeunes filles en uniforme ! ». Olivia s’inscrit donc explicitement dans le sous-genre du film de pensionnat.

## Épigraphe
L’Amour a toujours été la grande affaire de ma vie…
Que les Dieux m’accordent la grâce de ne pas avoir profané un pur, un adorable souvenir.
Olivia

## Synopsis
Mademoiselle Julie, directrice d'une institution près de Fontainebleau, reçoit notamment des élèves anglaises. Nouvelle venue, Olivia bouleverse le cœur de Julie et vit un grand amour platonique. Cara, l'amie de Julie, va tomber sous l'emprise intéressée de Frau Riesner.

## Fiche technique
- Titre : Olivia
- Réalisation : Jacqueline Audry
- Assistants réalisateur : Claude Pinoteau et Claude Fayard
- Scénario : Colette Audry d'après le roman Olivia d'Olivia (pseudonyme de Dorothy Bussy).
- Dialogues : Pierre Laroche
- Société de production : Memnon Films
- Directeur de production : Jean Velter
- Secrétaire de production : Marguerite Theoule
- Distributeur : Filmsonor
- Directeur de la photographie : Christian Matras
- Cameraman : Alain Douarinou
- Assistants opérateur : Ernest Bourreaud et Paul Launay
- Directeur technique : Jo de Bretagne
- Chef-opérateur du son : Jo de Bretagne
- Musique : Pierre Sancan
- Décorateur : Jean d'Eaubonne
- Assistants décorateur : Jacques Gut et Alfred Marpaux
- Chef-costumier : René Decrais
- Costumes : dessinés par Mireille Leydet
- Costumes : exécutés par Marcelle Desvignes
- Costumes d’Olivia : exécutés par Jeanne Lafaurie
- Maître fourreur : Louis Bourdeu
- Maquilleuses : Carmen Brel et Maguy Vernadet
- Coiffeurs : Jean Lalaurette et Simone Kuapp
- Monteuse : Marguerite Beaugé
- Assistante monteuse : Geneviève Falaschi
- Script-girl : Jacqueline Loir
- Régisseur général : Roger Rogelys
- Ensemblier : René Turbeaux
- Assistant-ensemblier : Jean Chaplain
- Administrateur : Luc Beranger
- Photographe de plateau : Roger Forster
- Laboratoires : Lianofilm
- Enregistrement : Simo
- Distribution :
  - France : Filmsonor
  - États-Unis : Arthur Davis Associates
- Langue : français
- Format : 1,37:1, Format 35 mm
- Genre : Comédie dramatique
- Durée : 95 minutes
- Dates de sortie : 
  - France : 27 avril 1951 (à Paris)
  - États-Unis : 8 avril 1954 (à New York)
- Affiche : Duccio Marvasi (France)

## Distribution
Le personnel du pensionnat :
- Edwige Feuillère : Mlle Julie, codirectrice de la pension, professeure de littérature
- Simone Simon : Mademoiselle Cara, codirectrice, professeure, compagne de Mlle Julie
- Lesly Meynard : Frau Riesener, professeure d'allemand et de piano, amie intéressée de Mlle Cara
- Rita Rethys (créditée Rita Roanda) : Mlle Palleto dite Signorina, professeure d'italien
- Suzanne Dehelly : Mademoiselle Dubois, professeure d’arithmétique à l'appétit insatiable
- Yvonne de Bray : Victoire, cuisinière perspicace du pensionnat

Les élèves :
- Marie-Claire Olivia (créditée Claire Olivia) : Olivia Realey, nouvelle élève, amoureuse de Mlle Julie
- Marina de Berg : Mimi, pensionnaire qui fait une démonstration de danse dans le hall du pensionnat
- Tania Soucault : Georgie
- Nadine Olivier : Cécile, coquette pensionnaire étasunienne
- Ludmila Hols (créditée Ludmilia Hols) : Olga, pensionnaire russe
- Michèle Monty : Nina
- Sophie Mallet : Gertrude
- Violette Verdy : une pensionnaire
- Lisette Lebon : une pensionnaire
- Hélène Rémy : une pensionnaire
- Marcelle Arditti : une pensionnaire
- Catherine Albat : une pensionnaire
- Martine Bridoux : une pensionnaire
- Suzy Dumas : une pensionnaire
- Éliane Salmon : une pensionnaire
- Evelyne Salmon : une pensionnaire
- Jacqueline Sibere : une pensionnaire
- Patricia Solair : une pensionnaire

Les anciennes élèves :
- Danièle Delorme : Béatrice, ancienne élève rencontrée au salon de thé
- Philippe Noiret (non crédité) : le soupirant de Béatrice
- Elly Norden : Laura Thomson, fille d'un ministre anglais, ancienne élève de la pension qui revient y séjourner, élève « préférée » de Mlle Julie et détestée de Mlle Cara

Les enquêteurs :
- Gabriel Sardet :
- Paul Mesnier :
- Ange Gilles :

Autre :
- Fernand Fabre (non crédité) : l’un des notaires venus pour la signature de l’acte de séparation

Rôles indéterminés :
- Christine Tsingos :
- Elly Overzier :
- Renée Coriou :
- Renée France :
- Joselyne Saturnin :
- Chantal Schoenlaub :

## Lieux de tournage
- la Place de la Concorde (8ème arrondissement de Paris) : statue allégorique de la ville de Strasbourg du sculpteur James Pradier, installée sur une guérite Gabriel. On aperçoit derrière les balustrades et les arbres du Jardin des Tuileries ainsi que le sommet du Jeu de Paume.
- le Quai François-Mitterrand (1er arrondissement de Paris) : vue sur le Pont des Arts et, au fond, de gauche à droite la Conciergerie, la Sainte-Chapelle, Notre-Dame et le Palais de justice.
- Palais du Louvre, Voie Georges-Pompidou (1er arrondissement de Paris) : Porte Barbet-de-Jouy.
- les Studios de Boulogne

## Musique du film
Valse-thème du film Olivia (René Rouzaud) chantée par André Claveau accompagné par André Grassi et son orchestre, éditions Choudens - disque Polydor n°560-319

## Œuvres mentionnées dansOlivia

### Sculpture
- la Victoire de Samothrace

Dans la voiture qui amène Olivia au pensionnat, la cuisinière s’enorgueillit de s’appeler Victoire comme la Victoire de Samothrace dont la réplique se trouve dans le bureau de Mlle Julie.

### Peinture
- L’embarquement pour Cythère de  Watteau

Mlle Julie emmène Olivia au Musée du Louvre et lui montre la toile en disant : « Il n’y a rien de solide, de charnel… Simple jeu de lumières et de couleurs. Watteau était malade ! ».

### Littérature
- La Princesse de Clèves de Madame de La Fayette

À l’étude des grands, Olivia prend le roman de Madame de La Fayette.
- les poèmes de  Shelley

Olivia rend à sa camarade Laura, le recueil des poèmes de Shelley qu’elle lui a emprunté.
- Paroles sur la dune de Victor Hugo, poème tiré du recueil Les Contemplations, et plus précisément le douzième quatrain.

Le sujet de dissertation de Mlle Julie :
- Le Cid de  Corneille

Mlle Julie donne à ses élèves un sujet de dissertation qui porte sur cette pièce de théâtre : « Chimène vous paraît-elle une fille dénaturée comme le décréta l’Académie, dans ses sentiments pour le Cid ? »
- Anna Karénine de  Tolstoï

Dans sa dissertation, l’une des élèves, Olga, compare Chimène à Anna Karénine. Lorsque Mlle Julie lui rend sa copie, elle lui dit : « Chimène ne ressemble pas à cette Anna Karénine dont vous me parlez tant. »
Les lectures du soir de Mlle Julie :
- Andromaque de  Racine, acte III scène 4, vers 858-882.
- Le Lac de  Lamartine, poème tiré du recueil  Les Méditations poétiques, et plus précisément le treizième quatrain.

Olivia, très impressionnée par la lecture de Mlle Julie, se plonge dans ce recueil, ce qui donne lieu à la lecture d’un autre extrait, celle du sixième quatrain.
- Bérénice de  Racine, acte IV scène 5, vers 1109 à 1117.

Mlle Julie a annoncé son départ pour le Canada et lit cet extrait de Bérénice à ses élèves en guise d’adieu.
Devant la dépouille de Mlle Cara :
- Ancien Testament,  Job 17:7, 17:11 et 17:13-16

Au moment où elle perd la femme qu’elle aime, Mlle Julie ne cite plus les auteurs classiques mais la Bible.

## Autour du film
- Les Avons, le pensionnat qui se situe près de Fontainebleau où séjourne le personnage d’Olivia, est inspiré du pensionnat des Ruches, qui se trouvait, lui aussi, près de Fontainebleau puis a déménagé pour  Avon. Les personnages de Julie et Cara sont inspirés des directrices des Ruches, la pédagogue Marie Souvestre et sa compagne Caroline Dussault.
- Mlle Julie est une amie de la mère d’Olivia, qu’elle a rencontré en Suisse il y a longtemps. Lorsqu’Olivia était enfant, Mlle Julie lui a offert un livre, Les Malheurs de Sophie de la Comtesse de Ségur. C’est, sans doute, un clin d’œil au premier long métrage de la réalisatrice,  Les Malheurs de Sophie, adapté ce même roman.

## Le saphisme dansOlivia
Dans Olivia, Jacqueline Audry aborde sans détour le thème de l'homosexualité féminine, présentant ses personnages sans les juger. Le film est un emblème féministe, qualifié par Brigitte Rollet dans le livre qu'elle consacre en 2015 à Audry de «force de sédition» «contre le pouvoir masculin».
Un des moments emblématiques du film de ce point de vue est une fête de Noël au cours de laquelle les élèves donnent un spectacle. On y voit Tania Soucault  travestie en homme danser avec une jeune fille.
Un des seuls rôles masculins est interprété par Philippe Noiret, qui campe le rôle d'un jeune amoureux dans un salon de thé.

## Accueil critique
Le film fait scandale lors de sa sortie en 1951, il est interdit aux moins de seize ans et critiqué.

## Distinction

### Nomination
- 1953 : nommé au BAFTA de la meilleure actrice pour Edwige Feuillère.

## Copie restaurée
En 2018, le film est numérisé et restauré par Lumières Numériques pour l’image et par L.E. Diapason pour le son, et sort une nouvelle fois en salle en France.